# Totenklage (Werner Helwig)
Das Buch Totenklage ist das Alterswerk des Schriftstellers Werner Helwig.

## Inhalt
Der autobiographische Text dokumentiert in tagebuchartigen Aufzeichnungen die Leidenszeit und den erbärmlichen Tod seiner Frau Yvonne; das Buch ist Trauerarbeit und zugleich Selbstanklage. Helwigs Ehe hatte 38 Jahre Bestand. Die Eheleute hatten einander versprochen, sich in der Stunde des Sterbens nicht allein zu lassen. Nun erlebt er den langen furchtbaren Kampf und das Dahinscheiden seiner Frau an den Röhren und Schläuchen in der Intensivstation der Genfer Universitätsklinik. Das Letzte, was er von Yvonne sieht, ist ihr flehendes Gesicht; denn als die Ärzte zur Visite kommen, verlässt er fluchtartig das Zimmer, flieht nach Hause und erfährt dort am nächsten Tag vom Tod seiner Frau. Er kann sich sein Verhalten nicht verzeihen. Noch am Todestag beginnt er mit seinen Tagebuchaufzeichnungen, lässt Yvonnes Zimmer unberührt, versucht ihr in Tag- und Nachtträumen zu begegnen, ruft sich alles mit ihr Erlebte und Erlittene in Erinnerung und zieht eine Bilanz ihrer Ehe. Am ersten Jahrestag von Yvonnes Tod beendet er sein Tagebuch mit dem 
Resümee: „Yvonne war ein Geheimnis. Sie bleibt mir ein Geheimnis.“

## Literarische Bedeutung und Literaturkritik
Um Werner Helwig, der durch sein Buch Raubfischer in Hellas einen großen Bekanntheitsgrad erreicht hatte, war es in seinem letzten Lebensjahrzehnt sehr still geworden. Als Totenklage erschien, war die Literaturkritik überrascht und lobte das Buch übereinstimmend als ein reifes, sehr persönliches Buch von hervorragender Sprachgestalt, als ein Meisterwerk und dasjenige Buch von ihm, das für die Zukunft Bestand haben würde. Joachim Günther nannte das Buch „ein Unikum“ nicht nur im Lebenswerk dieses Schriftstellers, sondern in der deutschen Literatur überhaupt, denn eine Totenklage dieser Art habe es noch nie gegeben: ...diese schöne, starke und ehrliche Dokumentation. Die deutsche Literatur ist um ein kleines Meisterwerk mit großem Thema bereichert worden.
Über die Sprache Helwigs in diesem Buch schrieb der Literaturkritiker Werner Ross, sie sei so kunstvoll, so schön rhythmisierend, so sorgfältig das angemessene Wort wählend wie damals Carossa, ein wenig bedenklich fand er allerdings einige Meditationen, die grübelnden Exkursionen in das Niemandsland der Yvonne.
Urs Bugmann sah in seinen Ausführungen in der NZZ in Helwigs genau beobachtender und ehrlicher Selbsterfahrung etwas, was nicht nur den Leser berühre, sondern ihn auch treffe und ihn etwas angehe, und für Peter Jokostra ist Helwigs gnadenloser Prozess mit sich selber - durchaus im Sinne Kafkas.

## Ausgabe
Die Erstausgabe des Buches erschien 1984 bei Suhrkamp (Frankfurt/Main) im Insel Verlag. Die Leinenausgabe ist weiterhin im Verlagsprogramm. ISBN 978-3-458-14176-1

## Zitat
„Es war mir auch plötzlich klar, daß Yvonne mit ihrer unerfüllbaren, weil unerratbaren Erwartung viel Heiterkeit aus mir getilgt hat. Unter dem Druck ihrer Forderung wurde ich eigentlich erst so ernst, wie ich es heute bin. Selten trieben wir in einer wohltuenden Strömung von heiterer Sorglosigkeit.“